# Krigsfångenskap

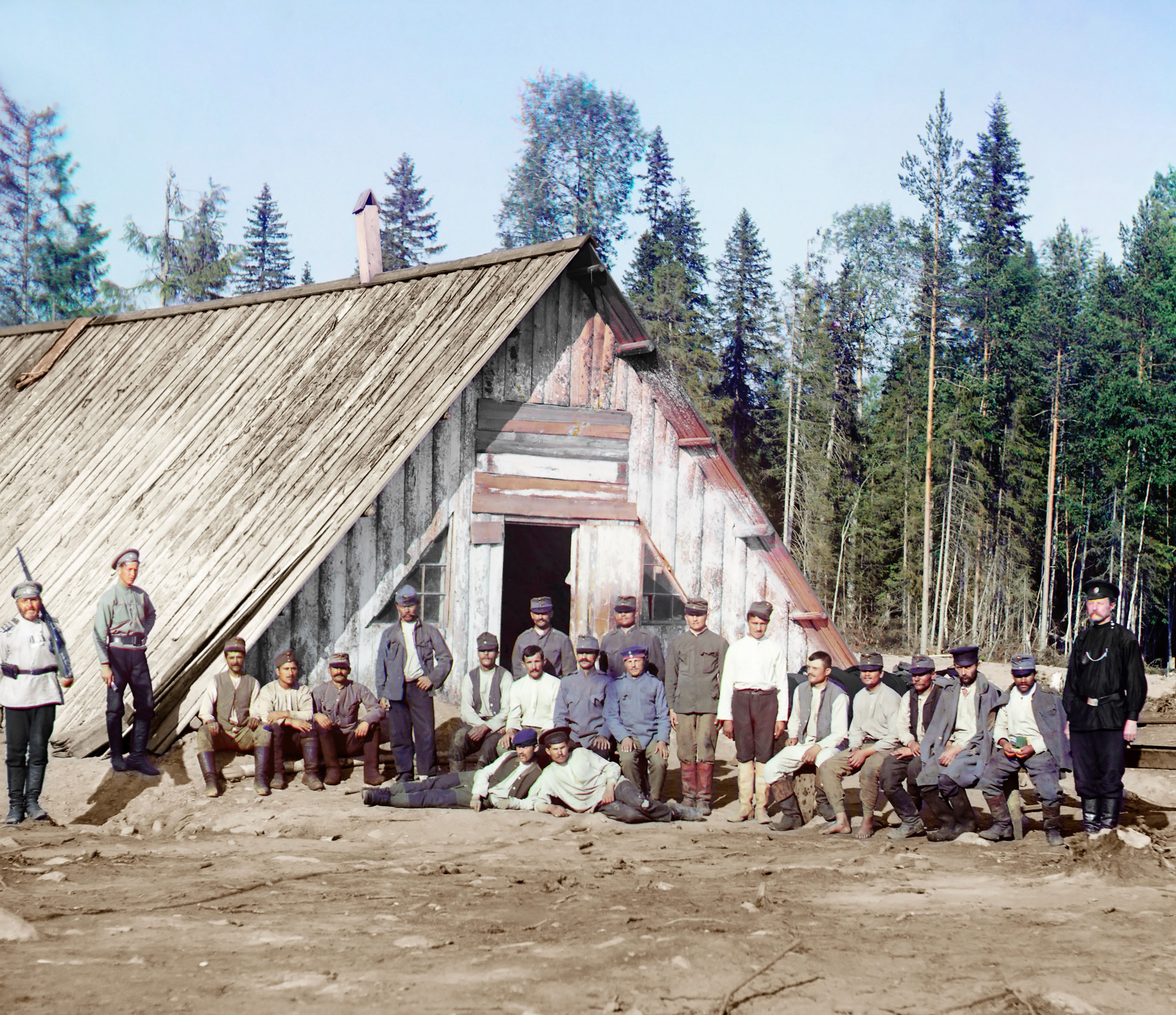
Österrikisk-ungerska krigsfångar i Ryssland 1915, under första världskriget.

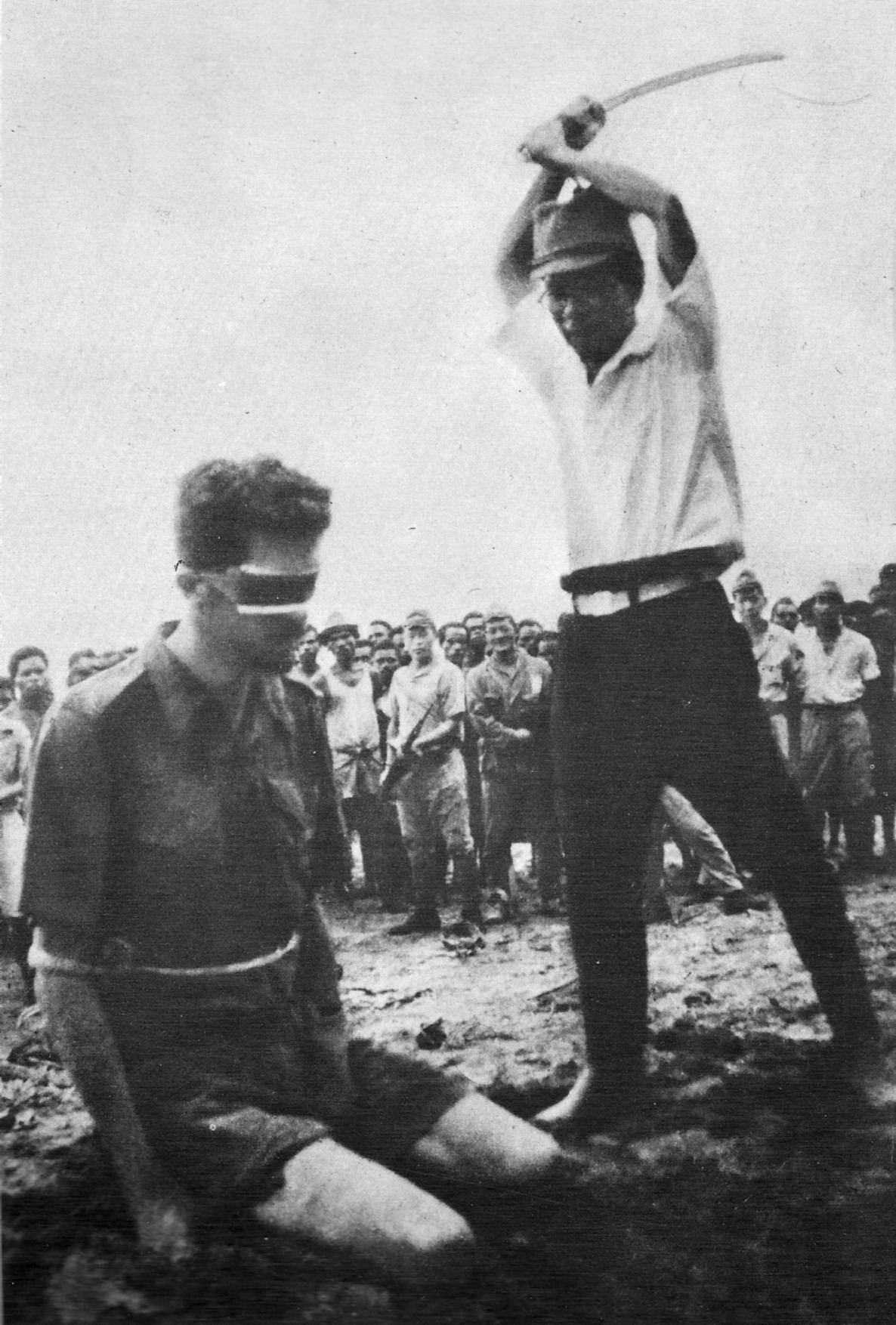
Den australiske krigsfången Leonard Siffleet (1916–1943) avrättas av en japansk soldat i Aitape på Papua Nya Guinea den 24 oktober 1943.

En krigsfånge (engelska: Prisoner of War, POW) är en person som frihetsberövats av fienden under ett krig. Huvudregeln säger att alla personer som faller under definitionen av kombattanter blir krigsfångar då de hamnar i fiendemaktens våld. Undantag är bland annat legosoldater, som dock ändå har visst rättsligt skydd. 
Väsentlig är den från 1600-talet folkrättsliga syn som fastslår att krigsfångar är under den krigförande statens välde, ej den enskilde tillfångatagarens. Läkare och präster betraktas ej som krigsfångar men skall ha samma rättigheter som sådana, och ha rätt att fritt utöva sin verksamhet bland fångarna.
Först under 1800-talet tillkom överstatliga fördrag som reglerade förhållandena för deltagare i krig. Genèvekonventionerna av 1864 var den första överenskommelsen om regler i krig. Haagkonventionen av 1907 fastslog regler angående krigsfångars rättigheter, bland annat förbud mot att döda soldater vilka hade kapitulerat. 
År 1929 slöts ånyo en Genèvekonvention som gällde under andra världskriget, men som sällan tillämpades.

## Krigsfångekonventionen
År 1949 undertecknades krigsfångekonventionen. Den är den tredje av de fyra konventioner som tillsammans utgör Genèvekonvention, vilken rörde skyddet av civilbefolkning i krigstid. Enligt denna gäller bland annat följande för krigsfångar:
1. De skall alltid behandlas humant, de får inte misshandlas kroppsligen eller psykiskt.
2. De är enbart skyldiga att uppge namn, grad, födelsedatum och registreringsnummer.
3. Krigsfångläger skall vara utmärkt med "POW", "Prisoner of War" eller "PG" (Prisonniers de Guerre)
4. Anhöriga skall underrättas inom en vecka från att soldaten tagits tillfånga.
5. De har rätt till brevkontakt och får ta emot paket. Brev och paket kan förmedlas av Röda Korset som en neutral part.
6. Röda Korset har rätt att besöka alla krigsfångar för att se till att tredje Genèvekonventionen följs.
7. De skall erbjudas att resa hem efter konfliktens upphörande.